# Baba Ana
Baba Ana là một xã thuộc hạt Prahova, România. Dân số thời điểm năm 2002 là 4304 người.